# Stefan Glarner
Stefan Glarner (* 21. November 1987) ist ein ehemaliger Schweizer Fussballspieler.

## Karriere
Der beidfüssige Mittelfeldspieler, der sowohl auf der linken als auch rechten Aussenbahn eingesetzt werden kann, begann seine Karriere bei der Sportvereinigung Meiringen, wo er zuletzt für die erste Mannschaft in der 3. Liga 1. Stärkenklasse, der sechsthöchsten Schweizer Spielklasse aktiv war. Im Jahr 2005 wurde der damalige Super-League-Verein FC Thun (der zu diesem Zeitpunkt in der Champions League spielte) auf ihn aufmerksam und schloss mit dem SV Meiringen einen Leihvertrag bis zum Sommer 2006 ab. Stefan Glarner kam zunächst in der FC Thun U-19 zum Einsatz, bei der er weiter mit seinen Leistungen überzeugte. Dies führte dazu, dass er bereits nach einer sehr kurzen Testphase sein erstes Aufgebot für die 1. Mannschaft erhielt. Sein Debüt in der höchsten Spielklasse gab er am 9. April 2006, als er beim 3:1-Sieg gegen den FC St. Gallen kurz vor Schluss eingewechselt wurde.
Im Sommer 2006 unterschrieb der Oberhasler schliesslich einen Profivertrag beim FC Thun. In der Saison 2006/07 spielte Glarner hauptsächlich für die Nachwuchsteams des FC Thun und fungierte in der ersten Mannschaft als Auswechselspieler (er kam sechs Mal zum Zug). Bereits ab der darauffolgenden Spielzeit stand er dann regelmässig als Aussenverteidiger in der Startformation der Berner Oberländer.
Die Entwicklung des jungen Mittelfeldakteurs blieb auch ausserhalb des Vereins nicht unbemerkt. Am 5. September 2007 wurde Stefan Glarner erstmals für die U-20 Nationalmannschaft aufgeboten und errang mit seiner Mannschaft gegen Italien ein respektables Unentschieden. Kurz darauf erhielt er auch noch ein Aufgebot für die EM-Auswahlspiele der U-21. Glarners Höhenflug setzte sich fort, als er am 28. Oktober 2007 beim Heimspiel gegen den Schweizer Meister FC Zürich in der 60. Minute sein erstes Tor für den FC Thun erzielte (Endresultat: 1:1).
Unvermittelt folgte eine schwierige Phase für den Berner Oberländer Verein. Der FC Thun bestritt zwar am 27. Februar 2008 noch den Cup-Halbfinal gegen den FC Basel (bei dem sich Glarner eine Kopfverletzung zuzog), verlor diesen jedoch genauso wie den Kampf gegen den sich abzeichnenden, forcierten Abstieg in die zweithöchste Spielklasse. In dieser Zeit kamen Gerüchte in Umlauf, die besagten, dass diverse Super-League-Clubs ihr Interesse am jungen Mittelfeldspieler bekundet hätten (u. a. der FC Sion, FC Aarau, FC Luzern sowie der FC St. Gallen), jedoch nicht bereit gewesen seien, die vom FC Thun geforderte Ablösesumme zu bezahlen.
Der FC Thun spielte ab der Saison 2008/09 neu in der Challenge League – mit Stefan Glarner, der auch in dieser sowie der darauffolgenden Spielzeit unter dem neuen Trainer Murat Yakin zur Stammelf gehörte. Der Oberhasler blieb ein sicherer Wert für die Mannschaft, brach sich jedoch am 24. April 2010 bei der Begegnung gegen den FC Wohlen das Schlüsselbein. Nicht einmal einen Monat später, am 15. Mai 2010, gab Glarner am letzten Spieltag der Saison bei der Partie gegen den FC Gossau sein Comeback. Auch dank seinen Leistungen stieg der FC Thun nach zwei Jahren in der zweithöchsten Spielklasse wieder in die Axpo Super League auf.
Im Sommer 2011 wechselte Glarner ablösefrei zum FC Sion. Ein halbes Jahr später unterschrieb er beim FC Zürich einen Vertrag bis 2013.

## Titel und Erfolge
2009/10 Challenge-League-Meister mit dem FC Thun

## Persönliches
Stefan Glarners Bruder Matthias Glarner ist ebenfalls aktiver Sportler. Gemeinsam bildeten sie ursprünglich das Abwehr-Bollwerk bei der Sportvereinigung Meiringen. Matthias hängte jedoch die Fussballschuhe mit 15 Jahren an den Haken. Er ist mittlerweile erfolgreicher Schwinger und mehrfacher Berg- und Kranzfestsieger und wurde 2016 Schwingerkönig.
Auch die Schwester von Stefan und Matthias Glarner ist vom runden Leder fasziniert. Katrin Glarner, die 2007/08 mit der U-17-Nationalmannschaft die EM-Qualifikation bestritt, feierte 2009 mit dem FC Rot-Schwarz Thun den Cupsieg.
Am 21. Mai 2010 traten die drei sportlichen Geschwister  Katrin, Stefan und Matthias Glarner sogar gemeinsam in einem Fussballspiel an. Zusammen mit weiterer Berner Sport-Prominenz – u. a. Mike Schmid (Olympiasieger Skicross), Gian Simmen (Olympiasieger Snowboard-Halfpipe), Milaim Rama (FC Thun) – traten sie in einem Fussball-Promispiel gegen die Schweizer Langlauf-Nationalmannschaft unter Olympiasieger Dario Cologna an.